# 春廼屋幾久
春廼屋 幾久（はるのや いくひさ、生没年不詳）とは江戸時代の狂歌師。

## 来歴
大伝馬町の大店で勝田屋市兵衛といった、代々の家業を明治の半ばまで営んでいる。
その傍ら、幕末の酔狂人の集まりであった興笑連の代表者であった。木版本の校合、編集を行っている。

## 作品
- 『酔興畸人伝』 仮名垣魯文・山々亭有人合輯、幾久校合、一恵斎芳幾画、竹堂書、宮城楓阿弥・武田交来浄書 文久3年（1863年） 木版刊本 神奈川近代文学館所蔵
- 『春色三題［噺］』2輯 幾久輯 弄月亭有人校合、朝霞楼芳幾画 慶応2年（1866年）序 木版刊本 早稲田大学図書館所蔵